# Сант'Аполинаре
Сант'Аполина̀ре (на италиански: Sant'Apollinare, на местен диалект Santapunaro, Сантапунаро) е село и община в Централна Италия, провинция Фрозиноне, регион Лацио. Разположено е на 57 m надморска височина. Населението на общината е 2015 души (към 2010 г.).